# 第1周期元素
第1周期元素（だいいちしゅうきげんそ）は元素の周期表のうち、第1周期にある元素を指す。
以下にその元素を示す。
| 元素名 | 元素名 | 元素名   | 族         | 電子配置 |
| ------ | ------ | -------- | ---------- | -------- |
| 1      | H      | 水素     | 第1族元素  | 1s1      |
| 2      | He     | ヘリウム | 第18族元素 | 1s2      |

| 金属         | 金属             | 金属         | 金属         | 金属     | 金属       | 半金属 | 非金属       | 非金属       | 非金属       | 非金属 |
| アルカリ金属 | アルカリ土類金属 | ランタノイド | アクチノイド | 遷移金属 | 普通の金属 | 半金属 | 多原子非金属 | 反応性非金属 | 反応性非金属 | 貴ガス |
| アルカリ金属 | アルカリ土類金属 | ランタノイド | アクチノイド | 遷移金属 | 普通の金属 | 半金属 | 多原子非金属 | 水素         | ハロゲン     | 貴ガス |

元素の周期: 第1 - 第2 - 第3 - 第4 - 第5 - 第6 - 第7 - 
 第8以降